# 个人电脑迁移
个人电脑迁移是指用戶將一台个人电脑中的用户环境（即个人文档和系統设置）轉移到另一台電腦中的过程。
对于消费者和企业来说，買了新计算机或舊電腦升级到新操作系统後，原本用戶環境的去留的確是一大问题，這就催生了用户环境轉移這一需求 。
一些个人电脑迁移产品不仅能够將用戶的系統设置和数据從一台電腦轉移到另一台電腦上，还能將舊電腦上的应用程序轉移到新電腦上。